# Muschelsee
Muschelsee är en sjö i Antarktis. Den ligger i Sydshetlandsöarna. Argentina, Chile och Storbritannien gör anspråk på området. Muschelsee ligger 8 meter över havet.
I övrigt finns följande vid Muschelsee:
- Xianniu He (ett vattendrag)